# As the Master Orders
As the Master Orders è un cortometraggio muto del 1911. Il nome del regista non viene riportato nei credit del film che, prodotto dalla Reliance Film Company, aveva come interpreti Henry B. Walthall e Marion Leonard.

## Trama
Brownell si sposa con un'altra suscitando la gelosia e il desiderio di vendetta di miss Jennings, innamorata di Brownell. Quando questa scopre che la signora Brownell vuole farsi fare un ritratto come regalo di compleanno per il marito, insinua il dubbio in Brownell che la moglie abbia degli incontri clandestini con un amante, il pittore Jackson, e che in quel momento si trova nello studio in sua compagnia. Brownell si precipita dal pittore ma miss Jennings lo ha preceduto, sottraendo il dipinto. Così quando Brownell vede i due supposti amanti da soli, sua moglie non viene creduta perché non può esibire la prova delle sue innocenti intenzioni. Lui, allora chiede il divorzio. Lei, con il cuore spezzato, si rifugia in un convento.
Qualche tempo dopo, a una riunione di artisti in casa di miss Jennings, una delle invitate rovista tra i dipinti e trova per caso quello della signora Brownell e lo mostra a Jackson. Il pittore si affretta ad andare da Brownell con la prova dell'innocenza di sua moglie. Al monastero, Brownell chiede di poter vedere ì'ex moglie per chiedere il suo perdono. Lei mostra grande ritrosia a quello riunione ma il frate unisce le loro mani e i due tornano insieme.

## Produzione
Il film fu prodotto dalla Reliance Film Company.

## Distribuzione
Distribuito dalla Motion Picture Distributors and Sales Company, il film uscì nelle sale statunitensi il 7 gennaio 1911.